# Мігель Анхель Руїс Гарсія
Мігель Анхель Руїс Гарсія (ісп. Miguel Ángel Ruiz García, нар. 5 січня 1955, Толедо) — іспанський футболіст, що грав на позиції центрального захисника, зокрема, за мадридський «Атлетіко».

## Ігрова кар'єра
У дорослому футболі дебютував 1975 року виступами за команду «Атлетіко Мадрид Б», в якій провів два сезони. Після цього з 1977 року почав грати за основну команду мадридського «Атлетіко». Відіграв за мадридський клуб наступні десять сезонів своєї ігрової кар'єри. Більшість часу, проведеного у складі «Атлетіко», був основним гравцем захисту команди. 1985 року допоміг команді здобути кубок Іспанії і Суперкубок країни. Наступного сезону команда успішно виступала у Кубку володарів кубків, сягнувши фіналу турніру, в якому з рахунком 0:3 поступилася київському «Динамо».
Протягом 1987—1990 років захищав кольори «Малаги», а завершив професійну ігрову кар'єру в «Альбасете», за команду якого виступав у сезоні 1990/91.

## Титули і досягнення
- Володар Кубка Іспанії (1):

«Атлетіко»: 1984-1985
- Володар Суперкубка Іспанії (1):

«Атлетіко»: 1985